# 柳生繁雄
柳生 繁雄（やぎゅう しげお、1897年（明治30年）12月7日 - 没年不明）は、昭和時代前期の朝鮮総督府官僚。江原道知事、咸鏡南道知事。

## 経歴
柳生繁一の長男として愛知県に生まれ、1900年（明治33年）家督を相続する。1922年（大正11年）東京帝国大学法学部政治科を卒業し翌年、高等試験に合格した。同年、朝鮮総督府に出仕し、平安南道属、平壌専売支局長、全羅南道警察部長などを経て、1940年（昭和15年）10月、京畿道内務部長に就任する。その後、府事務官総督官房会計課長を経て、1941年（昭和16年）11月、江原道知事に任じた。のち咸鏡南道知事となった。1945年（昭和20年）退官した。